# Francisco de Horcasitas y Colón de Portugal
Francisco de Horcasitas y Colón de Portugal (Blancafort, Conca del Barberà, 9 d'abril de 1743 -Madrid, 18 de gener de 1821) fou un aristòcrata i militar espanyol, Capità general de Catalunya a començaments del segle xix.

## Biografia
Era fill del coronel de cavalleria Agustín Horcasitas i Güemes, originari de Castro Urdiales, i de la reusenca Francisca de Horcasitas Potau i de Portugal. Ingressà al Regiment de Cavalleria de Barcelona en 1758. El 1761 ascendí a alferes, el 1764 a tinent i el 1777 a major. Després de participar en el setge de Gibraltar l'octubre de 1780 va ascendir a capità, i en 1783 passà al Regiment de Montesa com a tinent coronel. En 1786 es casà amb Maria Joaquina de Sesma i Potau.
El 1787 és destinat com a coronel de cavalleria a la Guàrdia de Corps. El 1791 ascendí a brigadier i el 1793 a tinent general, nomenat capità general d'Extremadura. El 19 de novembre de 1797 fou nomenat ministre del Consell Suprem de Guerra i en 1801-1802 fou Capità general de Catalunya. En 1807 fou capità general de Castella la Vella i l'abril de 1808 de la Costa de Granada. L'ocupació francesa el va sorprendre a Madrid, però va poder escapar i arribar a Sevilla. Durant la guerra del francès va formar part del Consell de Guerra i del Tribunal Especial de Guerra i Marina, càrrecs que va mantenir fins al 1820.